# Blue Alert (альбом)
| Оценки критиков  | Оценки критиков |
| Источник         | Оценка          |
| ---------------- | --------------- |
| Allmusic         | [ 2 ]           |
| Robert Christgau | [ 3 ]           |

Blue Alert — это джазовый альбом, записанный Anjani, подругой и давним бэк-вокалистом канадского автора-исполнителя и поэта Леонарда Коэна. Коэн продюсировал этот альбом и писал для него тексты песен. Также в подготовке альбома участвовал Джон Лиссауэр, известный тем, что ранее продюсировал два альбома Коэна: «New Skin for the Old Ceremony» (1974) и «Various Positions» (1984).
Альбом был выпущен в Канаде 2 мая, в США 19 мая и в Европе 5 июня 2006 года лейблом Columbia. Он дебютировал на 16 месте среди 200 лучших джазовых альбомов Billboard.

## Трек-лист
1. «Blue Alert» — 5:40[1][5][* 1]
2. «Innermost Door» — 3:16
3. «The Golden Gate» — 3:08
4. «Half the Perfect World» — 4:06
5. «Nightingale» — 3:00
6. «No One After You» — 4:09
7. «Never Got to Love You» — 4:36
8. «The Mist» — 3:08
9. «Crazy to Love You» — 4:51
10. «Thanks for the Dance» — 4:38

Все песни написаны Анджани Томас (музыка) и Леонардом Коэном (текст песни).
«Nightingale» был ранее представлен Коэном в «Dear Heather». «The Mist» содержит текстовые элементы из «As the Mist Leaves No Scar», и оба они базируются на стихотворении «True Love Leaves No Traces» (см. «Death of a Ladies' Man»). Позже (2012) Леонард Коэн записал свою собственную версию «Crazy to Love You» для Old Ideas.

## Творческий коллектив
- Леонард Коэн — аранжировщик, продюсер[6]
- Ларри Корбетт — виолончель
- Брюс Дуков — скрипка
- Дэнни Франкель — барабаны
- Памела Голдсмит — альт
- Брайан Леонард — скрипка
- Грег Лейс[англ.] — наколенная слайд-гитара
- Джон Лиссауэр[англ.] — кларнет, аранжировщик, клавишные инструменты, баритон-саксофон
- Джереми Лаббок — струнные аранжировки
- Лиан Лансон — фотография, продюсер видео, режиссер видео
- Стивен Маркуссен — мастеринг
- Майкл Петит — графический дизайн, буклет
- Эд Сандерс — продюсер, инженер, сведение[6]

### Комментарии
1. ↑  Время некоторых треков на сайте альбома и в базе All Music различаются[5].